# Rivière Ouelette
Pour les articles homonymes, voir Ouellette.
La rivière Ouelette est un affluent de la rivière Laval, coulant vers l’est, dans le territoire non organisé du Lac-au-Brochet, dans la municipalité régionale de comté de la Haute-Côte-Nord, dans la région administrative de la Côte-Nord, au Québec, au Canada.
Le bassin versant de la rivière Ouelette est desservie par la route 385 laquelle relie le village de Labrieville à la route 138. La route route 385 longe sur 9,8 km la partie inférieure de la rivière, soit jusqu’à la décharge des lacs Carré et Butch,,.
La foresterie constitue la principale activité économique du secteur ; les activités récréotouristiques, en second.
La surface de la rivière Ouelette est habituellement gelée de la fin novembre au début avril, toutefois la circulation sécuritaire sur la glace se fait généralement de la mi-décembre à la fin mars.

## Géographie
La rivière Ouelette prend sa source à l’embouchure du lac Jeffrey (longueur : 0,8 km ; altitude : 319 m), situé dans le territoire non organisé du Lac-au-Brochet. Ce lac est situé dans la zec de Forestville,.
Dans son parcours vers l'est et le sud-est, la rivière Ouelette coule sur 17,0 km relativement en ligne droite, entièrement dans la Zec de Forestville, selon les segments suivants :
- 7,1 km vers l'est en traversant le lac Pelletier et le lac Carré, jusqu’à l’embouchure de ce dernier ;
- 4,3 km vers le sud-est, jusqu’à un ruisseau (venant de l'ouest) lequel draine le lac Haut et le lac Yo ;
- 5,6 km vers l’est, jusqu’à la confluence de la rivière[2].

La rivière Ouelette se déverse sur la rive sud-ouest de la rivière Laval à 6,9 km en aval du lac Laval et à 8,6 km en amont de la confluence de la rivière Adam (rivière Laval).
L'embouchure naturelle de la rivière Ouelette est située à :
- 4,6 km au nord du centre-ville de Forestville ;
- 41,2 km au sud-est de l'embouchure du lac de tête ;
- 80,7 km au sud-est du centre-ville de Baie-Comeau[2],[6]

## Toponymie
La graphie de ce toponyme apparait légèrement différente selon les sources. Connue depuis la fin du XIXe siècle, cette appellation honore sans doute la mémoire d'un ancêtre de l'une des nombreuses familles Ouellet vivant à Forestville ou ce patronyme de famille.
Le toponyme de « rivière Ouelette » a été officialisé le 5 décembre 1968 à la Banque des noms de lieux de la Commission de toponymie du Québec.